# 道の駅大津
道の駅大津（みちのえき おおづ）は、熊本県菊池郡大津町大字引水にある国道57号の道の駅である。
大分県犬飼へ向う国道57号と阿蘇山の北外輪山の上を走るミルクロード（熊本県道339号北外輪山大津線）との分岐点に存在する。

## 施設
- 駐車場
  - 普通車：109台
  - 大型車：4台
  - 身障者用：4台
- トイレ
  - 男：17器
  - 女：13器
  - 身障者用：2器
- 公衆電話
- 公衆FAX
- 道路交通情報センター
- 工芸の館
- 陶芸工房
- レストラン肥後の路
- ふるさと物産館よかもん館
- 売店
- インテリアグッズ専門店おもしろ館

## アクセス
- 国道57号（=重複国道325号）